# Nu kommer flickorna
Nu kommer flickorna, släppt 20 augusti 1998, är ett studioalbum av det svenska dansbandet Barbados.

## Låtlista
1. One Way Ticket
2. Om du älskar mig
3. Nu kommer flickorna
4. Ta mej till himlen inatt
5. Allting kan hända
6. Sara går ensam hem
7. Kär igen
8. Bländad av ett ljus
9. Se dig mer
10. Förlorad igen
11. Everything
12. Vagga och gunga
13. Crying in the Rain
14. Grand Hotel

## Listplaceringar
| Lista (1998) | Topplacering |
| ------------ | ------------ |
| Sverige      | 32 .         |